# 利扎德利克 (北卡羅萊納州)
利扎德利克（英語：Lizard Lick）是位於美國北卡羅萊納州韋克縣的非建制地區。

## 地理
利扎德利克所處的海拔為高於海平面101米（即331英呎），而該地所採用的時區為UTC-5，即北美东部时区（EST）。同時該地設有夏令時間，為UTC-5調快一小時，即UTC-4（EDT）。